# ریان آنتونی
ریان آنتونی (انگلیسی: Ryan Anthony؛ زادهٔ ۱۷ مهٔ ۱۹۶۹ – درگذشته ۲۳ زوئن ۲۰۲۰) نوازنده ترومپت اهل ایالات متحده آمریکا بود.